# Barrage de Dibbis
Le barrage de Dibbis est un barrage à usage multiple du nord de l'Irak. Il est situé dans le gouvernorat de Kirkouk. Il barre le Petit Zab au nord de la ville de Dibbis, à environ 130 km du point de confluence avec le Tigre et à 140 km en aval du barrage de Dokan, formant ainsi le lac de Dibbis.

## Historique du projet
Le barrage a été construit entre 1960 et 1965 par le corps du génie de l'armée des États-Unis dans le cadre d'un plan d'irrigation de 300 000 ha dans la région de Kirkouk.